# František Plach
František Plach (Žilina, 8 de marzo de 1992) es un futbolista eslovaco que juega en la demarcación de portero para el Piast Gliwice de la Ekstraklasa.

## Selección nacional
El 29 de marzo de 2022 hizo su debut con la selección de fútbol de Eslovaquia en un encuentro amistoso contra Finlandia que finalizó con un resultado de 0-2 a favor del combinado eslovaco tras los goles de Ondrej Duda y Erik Jirka.

## Clubes
| Club                  | País       | Año       | Partidos | Goles |
| --------------------- | ---------- | --------- | -------- | ----- |
| ŠK Svätý Jur (cedido) | Eslovaquia | 2013      |          |       |
| MŠK Žilina "B"        | Eslovaquia | 2013-2015 |          |       |
| FK Pohronie (cedido)  | Eslovaquia | 2015      | 32       | 0     |
| FK Senica             | Eslovaquia | 2016-2017 | 27       | 0     |
| Piast Gliwice         | Polonia    | 2018-     | 239      | 0     |

## Palmarés

### Títulos nacionales
| Título      | Club          | País    | Año  |
| ----------- | ------------- | ------- | ---- |
| Ekstraklasa | Piast Gliwice | Polonia | 2019 |